# Alma (álbum)
Alma é o terceiro álbum de estúdio da banda portuguesa Ala dos Namorados.

Contém 16 faixas e foi lançado em 1996 pela editora EMI.

Sendo o último lançamento antes do primeiro álbum ao vivo da banda, Solta-se o Beijo, lançado em 1999, este é o trabalho com maior representação na edição ao vivo, com cinco temas: "Manto Negro", "De tudo e de nada", "Pode ser que seja a saudade", "Já sou grande" e "Há dias em que mais vale...".

Já o segundo trabalho ao vivo, de 2004, Ala dos Namorados Ao Vivo No São Luiz, apenas contaria com o tema  Mistérios do fado".

Quanto à compilação Ala Dos Namorados - Grandes Êxitos, de 2006, inclui 3 temas deste terceiro álbum ("Eternidade (Quando te digo adeus)", "Já sou grande" e "Há dias em que mais vale...").

## Faixas
1. "Gare D'Austerlitz/Variação" - 3:30
2. "Manto Negro" - 3:38
3. "Eternidade (Quando te digo adeus)" - 2:56
4. "De tudo e de nada" - 3:21
5. "Pode ser que seja a saudade" - 4:35
6. "Mistérios do fado" - 5:01
7. "O frio da navalha" - 4:13
8. "O segredo do Sol" - 4:04
9. "Já sou grande" - 3:02
10. "Pegadas" - 3:39
11. "Lua dos imortais" - 4:16
12. "A voz e a alma" - 3:39
13. "Há dias em que mais vale..." - 4:14
14. "Porque é que o mar é azul?" - 3:35
15. "Partiram de madrugada" (Instrumental) - 2:51
16. "Fado siciliano" - 3:26